# خلومیتین
خلومیتین (به چکی: Chlumětín) یک منطقهٔ مسکونی در جمهوری چک است که در ناحیه ژدار ناد سازاووو واقع شده‌است. خلومیتین ۶٫۶۴ کیلومتر مربع مساحت و ۱۹۰ نفر جمعیت دارد و ۶۶۷ متر بالاتر از سطح دریا واقع شده‌است.